# Carmen (ópera)

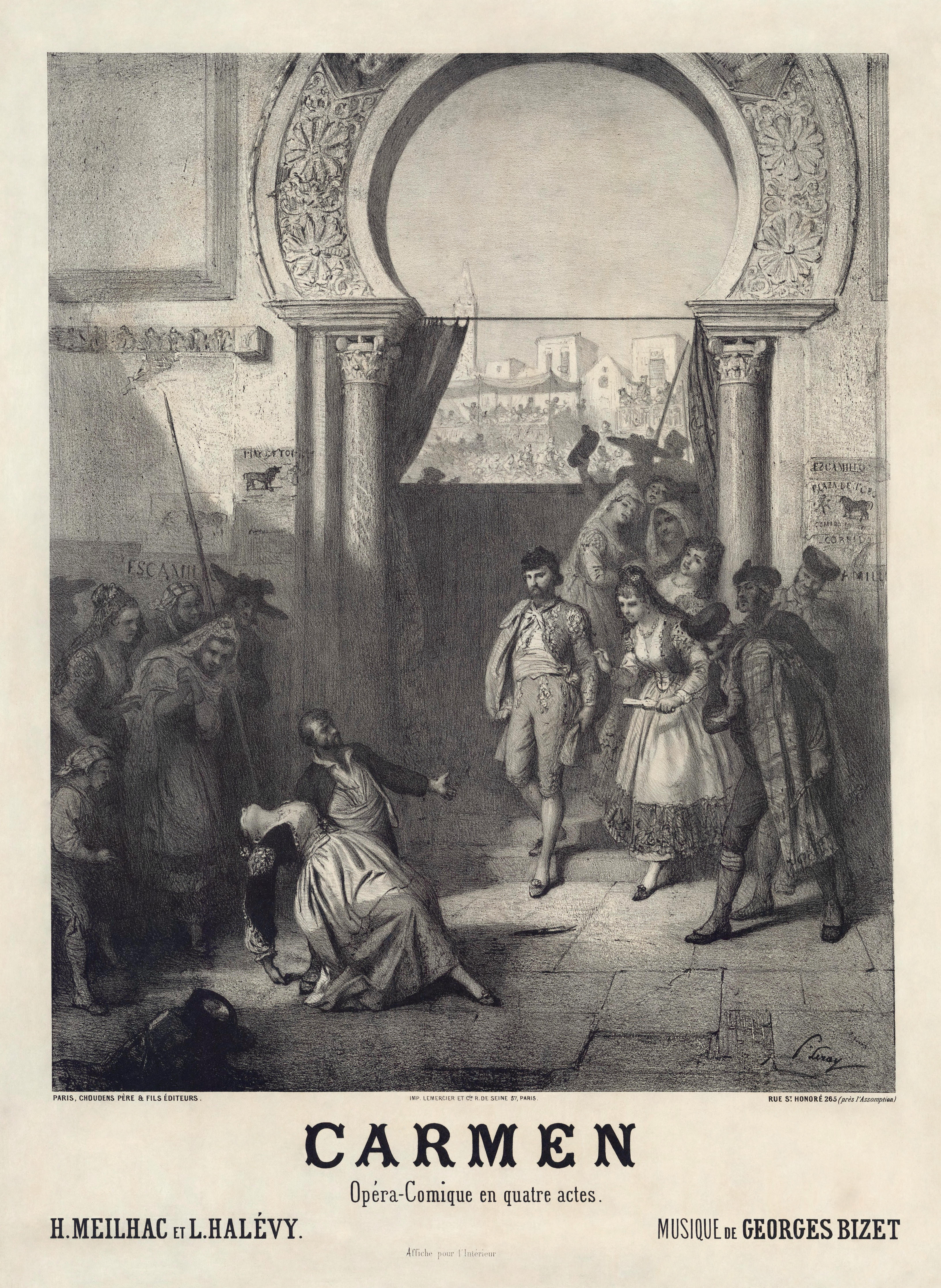
Pôster de 1875.

Carmen é uma ópera em quatro atos do compositor francês Georges Bizet, com libreto de Henri Meilhac e Ludovic Halévy, baseado na romance homônimo de Prosper Mérimée. Estreou em 1875, no Opéra-Comique de Paris.

## Histórico
O caráter transgressor da protagonista provocou severas críticas na estreia da ópera, em março de 1875. A aclamação popular só aconteceu em outubro daquele ano, quando foi encenada em Viena, sob os aplausos de Brahms, Wagner, Tchaikovsky e Nietzsche. Porém, Bizet, que havia morrido em junho, não pôde ver o sucesso da sua obra, que teria uma volta triunfal aos palcos de Paris em 1883.

### No Brasil
Foi apresentada no Brasil pela primeira vez em 1881, no Teatro D. Pedro II do Rio de Janeiro. A Companhia Francesa de Maurice Grau, responsável pela montagem, tinha como estrela Paola Marié, irmã de Célestine Galli-Marié, que representara Carmen em Paris. Em 6 de setembro de 1913 houve a primeira apresentação da ópera no Theatro Municipal, cantada em idioma italiano. Tornou-se uma das óperas mais populares do Municipal carioca, somando quase 100 récitas em 30 temporadas até 2014.

### Em Portugal
A estreia em palcos portugueses aconteceu em novembro de 1885, em Lisboa.

## Personagens
| Carmen (Cigana que usa seus talentos de dança e canto para enfeitiçar e seduzir vários homens)                                   | mezzo-soprano      |
| Don José (Cabo do exército, é um homem honesto e decente que, ao se envolver com Carmen, vira um fora-da-lei)                    | tenor-lírico       |
| Micaëla (Noiva de Don José, tenta resgatá-lo da vida destrutiva que ele levará com Carmen)                                       | soprano coloratura |
| Escamillo (Famoso toreador de Granada, foi "enfeitiçado" por Carmen)                                                             | baixo-barítono     |
| Frasquita (Amiga de Carmen, a acompanha em todas as aventuras)                                                                   | soprano            |
| Mercédès (Também é amiga de Carmen, a acompanha em todas as aventuras)                                                           | mezzo-soprano      |
| Remendado (Namorado de Frasquita, é um contrabandista)                                                                           | tenor              |
| Dancaïre (Namorado de Mercédès, é servo de Remendado e também contrabandista)                                                    | barítono           |
| Moralès (Sargento) | barítono           |
| Zúñiga (Oficial comandante de Don José. Embora tenha prendido Carmen pelo crime que ela cometeu, também foi enfeitiçado por ela) | baixo              |
| Lillas Pastia (Dono de taberna onde todos os contrabandistas se encontram)                                                       | não canta          |
| O Guia (Acompanhou Micaëla até onde estava Don José)                                                                             | não canta          |

## Sinopse

### Ato I
O primeiro ato começa numa praça de Sevilha, onde se situa uma fábrica de tabaco e um quartel. O cabo Morales comenta com os soldados do corpo da guarda, os Dragões do Regimento de Alcalá, a passagem dos transeuntes pela praça. Então, entra em  cena uma simples aldeã chamada Micaela, aproxima-se de Morales e pergunta timidamente pelo cabo Don José. Morales responde-lhe que este chegará com a rendição da guarda e convida-a a esperá-lo na companhia dos seus homens, mas Micaela decide retirar-se para regressar mais tarde. Ouvem-se nos bastidores os clarins que anunciam o render da guarda e aparecem em cena os soldados sob comando de Don José, seguidos por um grupo de crianças que os imita com admiração. À sua chegada ao quartel, Morales comenta, em tom jocoso, a visita da aldeã. Zúniga, um tenente recém-chegado à cidade, interroga, em seguida, Don José sobre a beleza e a duvidosa reputação das cigarreiras da fábrica da praça, mas o cabo manifesta o seu único interesse por Micaela, por quem está apaixonado. O sino da fábrica soa e anuncia o intervalo das cigarreiras, que entram em cena a fumar e a conversar animadamente com um grupo de homens que as espera. A última a aparecer é Carmen, uma bela cigana que seduz todos os homens que encontra à sua passagem. Seguidamente, Carmen canta uma habanera aos presentes, que manifestam a sua admiração por ela, à excepção do indiferente Don José, que é, precisamente, o objeto do seu desejo. Antes de regressar à fábrica, Carmen, em sinal de desafio, atira-lhe uma das suas flores. Depois deste episódio, aparece Micaela, que regressa ao posto da guarda e entrega a Don José uma carta da sua mãe, em que lhe pede que se case com a aldeã. Depois de se relembrarem juntos das paisagens da sua infância, Micaela abandona a cena e Don José começa a ler a carta. Ocorre então um tumulto no interior da fábrica; um grupo de trabalhadoras comenta entre gritos que está a haver uma rixa entre as mulheres em que Carmen interveio, tendo ferido outra cigarreira no rosto, com uma navalha. Zuniga ordena a Don José e aos seus homens que prendam a agressora. O cabo sai da fábrica com Carmen e recebe a ordem do tenente de a levar para a prisão. Carmen e Don José ficam sozinhos na praça. A sedutora cigana convence o cabo de que a liberte, promete-lhe o seu amor e assegura-lhe que o esperará na taberna de Lillas Pastia. Don José, alvoroçado, decide libertá-la. Nesse momento volta Zuniga com a ordem de prisão. Don José e Carmen iniciam a caminhada, mas perante os presentes a cigana finge empurrá-lo e foge. Don José é preso imediatamente por permitir a sua fuga.

### Ato II
O 2º ato começa na taberna de Lillas Pastia, suposto ponto de encontro de contrabandistas. Já se passou um 1 mês. Carmen e as suas amigas, Frasquita e Mercedes, jantam com Zúñiga e outros oficias, que rapidamente se juntam às cantigas e danças dos ciganos. Apesar dos convites dos soldados, Carmen recusa os seus pretendentes. Está à espera de Don José que depois de ter sido preso e mandado encarcerar por sua causa, recuperou a liberdade. A seguir, entre manifestações de júbilo, aparece em cena um famoso toureiro chamado Escamillo que, seduzido pela beleza da cigana, lhe declara o seu amor, abandonando depois a taberna com os oficiais. Em cena ficam Carmen, Mercedes e Frasquita sozinhas. Aparecem então os contrabandistas Dancaïre e Remendado, que propõem um negócio às três mulheres. Carmen recusa no início a proposta, mas por fim muda de opinião perante a possibilidade de que seu apaixonado deserte e participe na operação de contrabando. Finalmente, depois da saída dos contrabandistas, Don José chega a taberna e declara o seu amor a Carmen, que tenta convencê-lo de que se junte a ela e aceite o negócio. Don José, ofendido, nega-se, mas o aparecimento repentino de Zúñiga precipita os acontecimentos. O soldado e o tenente enfrentam-se pelo amor de Carmen. Don José, apoiado pelos contrabandistas, subleva-se ao seu superior, que fica sob custódia de alguns ciganos. Obrigado pelas circunstâncias, o soldado vê-se finalmente forçado a desertar e parte com a cigana.

### Ato III
Num desfiladeiro, os contrabandistas fazem os preparativos para a entrega dos produtos do contrabando, sob a supervisão de Dancaire. É noite. Carmen, cansada do ciumento amor de Don José e, além disso, descontente com a sua nova vida, tenta adivinhar, nas cartas, o seu futuro na companhia de Frasquita e Mercedes. As cartas revelam um mau presságio para Carmen: a morte. À saída dos contrabandistas e das mulheres, Don José permanece num penhasco, a vigiar o esconderijo dos seus novos amigos. Da escuridão, surge, então, Micaëla, que, com a ajuda de um guia, chega ao esconderijo de seu amado Don José com a esperança de o convencer a voltar à casa de sua mãe. Porém um disparo interrompe os seus propósitos. Don José disparou contra um intruso, que sai ileso. É o famoso toureiro Escamillo, que, desconhecendo a identidade do seu interlocutor, lhe conta que está à procura de Carmen, que está cansada do seu amante, um soldado que desertou por ela. Don José, cego de ciúme, desafia o toureiro para uma luta até à morte com navalhas, que é interrompida graças à volta dos contrabandistas. Depois de insultar o desertor e convidar os presentes para as corridas de touros de Sevilha, Escamillo abandona a cena. A seguir, Dancaire descobre a presença de Micaëla ,que abandona o seu esconderijo e pede a Don José que a acompanhe porque sua mãe está a morrer. Ele aceita e sai com a aldeã, não sem prevenir Carmen, em tom ameaçador, de que voltará para vir buscar. A cigana não dá importância aos seus avisos, pensando no seu novo objeto de desejo.

### Ato IV
Em Sevilha, frente à praça de touros, uma multidão espera a chegada dos toureiros. Os vendedores aproveitam a ocasião para oferecer os seus produtos ao público. Aparece então a quadrilha e atrás dela, Escamillo e Carmen. À entrada do toureiro na praça de touros, Mercedes e Frasquita avisam a cigana da presença de Don José, mas ela mostra não ter medo de se encontrar com o seu antigo amante. A seguir, Don José retém Carmen quando tenta entrar na praça, suplicando-lhe que volte com ele. Ela responde-lhe que o seu amor por ele acabou. Do interior da praça, soam as vivas a Escamillo. O desertor tenta deter com violência a cigana, mas ela atira-lhe despeitadamente o anel que ele lhe tinha oferecido. Em fúria, Don José enfia uma faca na barriga de Carmen. A multidão que vai saindo da praça assiste à terrível cena. Don José, cheio de tristeza, cai de joelhos junto ao corpo de sua amada Carmen.

## Orquestração
A orquestração inclui:
- 1 harpa
- 1 flautim
- 2 flautas
- 2 oboés
- 2 clarinetes
- 2 fagotes
- 2 trompetes
- 3 trombones
- 4 trompas
- Instrumentos de cordas: violinos (primeiros e segundos), violas, violoncelos e contrabaixos
- Instrumentos de percussão: tímpanos, tambor, um par de pratos, pandeiro, triângulo, castanhola.

## Passagens musicais famosas

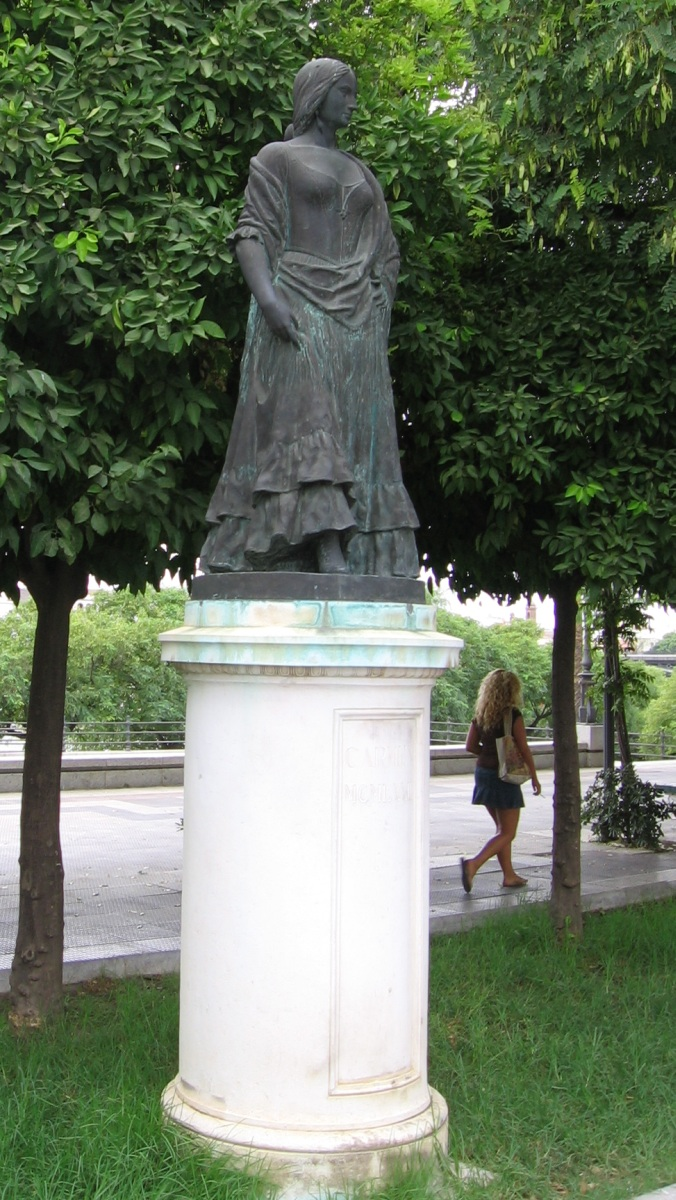
Estátua representando a personagem Carmen em Sevilha.

Carmen é, provavelmente, a ópera não italiana com maior número de árias famosas, dentre as quais, podemos destacar[carece de fontes?]:

### Ato I
- Prelúdio e Entreato
- Coro: "Sur la place chacun passe..."
- Coro das crianças: "Avec la garde montante..."
- Habanera: "L'amour est un oiseau rebelle (o amor é um pássaro rebelde)..."
- Dueto de Don José e Micaela: "Parle-moi de ma mère!..."
- Coro das Cigarreiras: "Au secours! Au secours!..."
- Canção e Dueto de Carmen e Don José: "Près des remparts de Seville..."

### Ato II
- Canção e Dança dos Ciganos: "Les tringles des sistres tintaient."
- Canção do Toreador: "Votre toast, je peux vous le rendre..."
- Quinteto: "Nous avons en tête un affaire..."
- Dueto e Canção: "Je vais danser en votre honneur..."
- Finale: "Holà! Carmen! Holà!..."

### Ato III
- Trio: "Mêlons!…Coupons!…"
- Coro dos contrabandistas: "Quant au douanier, c'est notre affaire..."
- Ária de Micaela: "Je dis que rien ne..."
- Dueto de Escamillo e Don José: "Je suis Escamillo, torero de Grenade!..."

### Ato IV Prelúdio
- Entreato do 4.º ato
- Coro das comerciantes: "A deux cuartos..."
- Coro das Crianças: "Les voici, voici la quadrille..."
- Dueto de Escamillo e Carmen: "Se tu m'aimes, Carmen..."
- Dueto Final entre Don José e Carmen: "C'est toi! C'est moi!..."